# ACBI3
El ACBI3 es un fármaco experimental contra el cáncer que representa uno de los primeros ejemplos de una quimera dirigida a la proteólisis, o PROTAC por sus siglas en inglés. Es una molécula bifuncional compuesta por dos mitades unidas mediante un conector; una de las mitades se une a una proteína que se encuentra en diversas formas de células cancerosas llamada Kirsten rat sarcoma virus o KRAS, mientras que la otra mitad se une a una ligasa E3, lo que activa los mecanismos naturales de degradación de proteínas de la célula, provocando así la descomposición del complejo completo.
En pruebas en fases iniciales, ACBI3 fue capaz de dirigirse contra 13 de las 17 formas mutadas más comunes de KRAS presentes en células cancerosas, permitiendo así una acción selectiva contra una amplia variedad de tipos de cáncer. Aunque esta molécula en particular se encuentra aún en una etapa temprana de desarrollo y es poco probable que sea aprobada como medicamento por sí sola, representa una importante prueba de concepto que probablemente conducirá al desarrollo de una gama de fármacos contra el cáncer basados en el mismo enfoque PROTAC.